# Siegel–Walfiszs sats
Inom analytisk talteori är Siegel–Walfiszs sats, uppkallad efter Arnold Walfisz och Carl Ludwig Siegel, ett resultat relaterat till primtal i aritmetiska följder. Definiera
{\displaystyle \psi (x;q,a)=\sum _{n\leq x \atop n\equiv a{\pmod {q}}}\Lambda (n),}
där {\displaystyle \Lambda } är Mangoldtfunktionen och φ är Eulers fi-funktion.
Då säger satsen att givet vilket som helst reellt tal N finns det en positiv konstant CN som beror enbart på N så att
{\displaystyle \psi (x;q,a)={\frac {x}{\varphi (q)}}+O\left(x\exp \left(-C_{N}(\log x)^{\frac {1}{2}}\right)\right),}
då (a, q) = 1 och
{\displaystyle q\leq (\log x)^{N}.}